# Ioan Gruffudd
Ioan Gruffudd (* 6. října 1973 Llwydcoed, Wales) je velšský herec. Začínal v polovině osmdesátých let v různých malých televizních rolích místních seriálů, do mezinárodního povědomí se dostal rolí ve filmu Titanic (1997). Od té doby hrál v mnoha filmech, mezi které patří Černý jestřáb sestřelen (2001), Fantastická čtyřka (2005), Fantastická čtyřka a Silver Surfer (2007), Světlušky v zahradě (2008) či Sanctum (2011). Na přelomu 20. a 21. století ztvárnil postavu Horatia Hornblowera v seriálu Hornblower, v letech 2011–2012 hrál v seriálu Nebezpečná identita a mezi lety 2014 a 2015 působil v seriálu Forever. Kromě toho hostoval např. v seriálech Castle na zabití a Glee.
V žebříčku 100 velšských hrdinů se umístil na dvaadvacáté příčce.

## Filmografie

### Film
| Rok  | Název                              | Role                             | Poznámky            |
| ---- | ---------------------------------- | -------------------------------- | ------------------- |
| 1997 | Oscar Wilde                        | John Gray                        |                     |
| 1997 | Titanic                            | Harold Godfrey Lowe              |                     |
| 1999 | Šelomon a Gaenor                   | Šelomon                          |                     |
| 2000 | 102 dalmatinů                      | Kevin Shepherd                   |                     |
| 2001 | Jiný život                         | Freddy Bywaters                  |                     |
| 2001 | Co s tou Annie Mary?               | Hob                              |                     |
| 2001 | V pohodě                           | seržant Max Bracchi              |                     |
| 2001 | Černý jestřáb sestřelen            | plukovník John Beales            |                     |
| 2002 | Střelci                            | Freddy Guns                      |                     |
| 2002 | Zjevení                            | Dan Blakeley                     |                     |
| 2003 | Život jedné dívky                  | Daniel                           |                     |
| 2004 | Král Artuš                         | Lancelot                         |                     |
| 2005 | Fantastická čtyřka                 | Reed Richards / Mister Fantastic |                     |
| 2006 | Televizní hrátky                   | Richard McAllister               |                     |
| 2006 | Nezlomná vůle                      | William Wilberforce              |                     |
| 2007 | Fantastická čtyřka a Silver Surfer | Reed Richards / Mister Fantastic |                     |
| 2007 | Příběhy z USA                      | Simon                            |                     |
| 2008 | Agent Crush                        | Agent Crush (hlas)               |                     |
| 2008 | Světlušky v zahradě                | Addison                          |                     |
| 2008 | Kletba měsíčního údolí             | Sir Benjamin Merryweather        |                     |
| 2008 | W.                                 | Tony Blair                       |                     |
| 2010 | Kid                                | učitel                           |                     |
| 2011 | Šefové za zabití                   | Wetwork expert                   | Cameo               |
| 2011 | Sanctum                            | Carl Hurley                      |                     |
| 2011 | Foster                             | Alec                             |                     |
| 2013 | Prokletí Midasovy skříňky          | Charles Mundi                    |                     |
| 2013 | Eddie                              | zabiják                          | krátkometrážní film |
| 2014 | Kdo věří na lásku                  | Stuffy                           |                     |
| 2015 | San Andreas                        | Daniel Riddick                   |                     |
| 2016 | Keep Watching                      | Carl Mitchell                    |                     |
| 2019 | The Professor and the Madman       | Henry Bradley                    |                     |
| 2019 | Buttons                            | —                                |                     |
| —    | Ava                                | Peter                            |                     |

### Televize
| Rok        | Název                            | Role                                                      | Poznámky                         |
| ---------- | -------------------------------- | --------------------------------------------------------- | -------------------------------- |
| 1994       | Pobol y Cwm                      | Gareth Wyn Harries                                        | díl vysílaný 24. března 1994     |
| 1996       | Poldark                          | Jeremy Poldark                                            | TV film                          |
| 1997       | A Mind to Kill                   | Karl Stranger                                             | díl: „Strange Territory“         |
| 1998       | Hornblower - Rovná šance         | Horatio Hornblower                                        | TV film                          |
| 1998       | Hornblower - Důstojnické zkoušky | Horatio Hornblower                                        | TV film                          |
| 1999       | Válečníci                        | plukovník John Feeley                                     | TV film                          |
| 1999       | Love in the 21st Century         | Jack                                                      | díl: „Masturbation“              |
| 1999       | Hornblower - Vévodkyně           | Horatio Hornblower                                        | TV film                          |
| 1999       | Hornblower - Žabáci a Langusty   | Horatio Hornblower                                        | TV film                          |
| 1999       | Great Expectations               | Pip                                                       | TV film                          |
| 2002       | Hornblower - Vzpoura             | Horatio Hornblower                                        | TV film                          |
| 2002       | Hornblower - Odplata             | Horatio Hornblower                                        | TV film                          |
| 2002       | Muž a chlapec                    | Harry Silver                                              | TV film                          |
| 2002       | Sága rodu Forsytů                | Phillip Bosinney                                          | 4 díly                           |
| 2003       | Hornblower - Věrnost             | Horatio Hornblower                                        | TV film                          |
| 2003       | Hornblower - Povinnost           | Horatio Hornblower                                        | TV film                          |
| 2004       | Century City                     | Lukas Gold                                                | 9 dílů                           |
| 2005       | Justice League Unlimited         | Mister Miracle / Scott Free / počítač (hlasy)             | díl: „The Ties That Bind“        |
| 2006–2010  | Americký táta                    | tmavovlasý muž / doktor                                   | 2 díly                           |
| 2008       | The Meant to Be's                | muž                                                       | TV film                          |
| 2010       | Ben 10: Síla vesmíru             | Devin Levin (hlas)                                        | díl: „Vendetta“                  |
| 2010       | Batman: Odvážný hrdina           | Armor / Red Ryan (hlas)                                   | díl: „Revenge of the Reach!“     |
| 2010–2012  | Griffinovi                       | princ Charles / vypravěč National Geography / muž (hlasy) | 3 díly                           |
| 2011–2012  | Nebezpečná identita              | Andrew Martin                                             | hlavní role, 22 dílů             |
| 2012       | The British                      | vypravěč                                                  |                                  |
| 2013       | Mezi životem a smrtí             | Dr. Stewart Delaney                                       | díl: „Truth or Consequences“     |
| 2013       | Castle na zabití                 | Erik Vaughn                                               | díl: „Holoubátko, nebo křepelku“ |
| 2013       | Necessary Roughness              | Nolan Powers                                              | díl: „Snap Out of It“            |
| 2013       | Glee                             | Paolo San Pablo                                           | 2 díly                           |
| 2014       | Under Milk Wood                  | Mog Edwards                                               | TV film                          |
| 2014–2015  | Forever                          | Henry Morgan                                              | hlavní role, 22 dílů             |
| 2016       | UnReal                           | John Booth                                                | 5 dílů                           |
| 2017–dosud | Prolhaní                         | Andrew Earlham                                            | hlavní role                      |
| 2018–2021  | Harrow                           | Dr. Daniel Harrow                                         | hlavní role                      |

### Videohry
| Rok  | Název              | Role                             | Poznámky |
| ---- | ------------------ | -------------------------------- | -------- |
| 2005 | Fantastická čtyřka | Reed Richards / Mister Fantastic |          |
| 2012 | Diablo III         | Necromancer                      |          |

### Videoklipy
| Rok  | Název skladby | Umělec   |
| ---- | ------------- | -------- |
| 2001 | „Uptown Girl“ | Westlife |

### Divadlo
| Rok  | Název                 | Scéna                              | Role                   |
| ---- | --------------------- | ---------------------------------- | ---------------------- |
| 1995 | Heda Gablerová        | Londýn(RADA)                       | George (Jörgen) Tesman |
| 1995 | Trouble Sleeping      | National Theatre Studio, Londýn    | neznámá role           |
| 1995 | The Decameron         | Gate Theatre, Notting Hill, Londýn | neznámá role           |
| 2001 | The Play What I Wrote | Wyndham's Theatre, Londýn          | záhadný host           |